# 53-й Берлинский международный кинофестиваль
53-й Берлинский международный кинофестиваль проходил с 6 по 16 февраля, 2003 года в Берлине.

## Жюри
- Атом Эгоян (председатель жюри)
- Юмбер Бальсан
- Кэтрин Бигелоу
- Анна Гальена
- Мартина Гедек
- Джеффри Гилмор
- Абдеррахман Сисако

## Конкурсная программа
- Адаптация, режиссёр Спайк Джонз
- Признания опасного человека, режиссёр Джордж Клуни
- Часы, режиссёр Стивен Долдри
- Жизнь Дэвида Гейла, режиссёр Алан Паркер
- Герой, режиссёр Чжан Имоу
- Гуд бай, Ленин!, режиссёр Вольфганг Беккер
- Знаки страсти, режиссёр Паскаль Боницер
- Солярис, режиссёр Стивен Содерберг
- 25-й час, режиссёр Спайк Ли
- Чрезвычайная судьба мадам Бруэтт, режиссёр Мусса Сене Абса
- Да, сестричка! Нет, сестричка!, режиссёр Питер Крамер
- Моя жизнь без меня, режиссёр Изабель Койшет
- Цветок зла, режиссёр Клод Шаброль
- Я не боюсь, режиссёр Габриэле Сальваторес
- Запасные части, режиссёр Дамьян Козоле
- Проект Александры, режиссёр Рольф Де Хер
- Старая обезьяна – страх, режиссёр Оскар Рёлер
- Дальний свет, режиссёр Ханс-Кристиан Шмид
- Глухая шахта, режиссёр Ли Ян[англ.]
- Его брат, режиссёр Патрис Шеро
- Сумрачный самурай, режиссёр Ёдзи Ямада

## Награды
- Золотой медведь:
  - «В этом мире», режиссёр Майкл Уинтерботтом
- Золотой медведь за лучший короткометражный фильм:
  - «Торсион»
- Серебряный медведь:
- Серебряный медведь за лучшую музыку к фильму:
  - Чрезвычайная судьба мадам Бруэтт
- Серебряный медведь за лучшую мужскую роль:
  - Сэм Рокуэлл — «Признания опасного человека»
- Серебряный медведь за лучшую женскую роль:
  - Мерил Стрип — «Часы»
  - Николь Кидман — «Часы»
  - Джулианна Мур — «Часы»
- Серебряный медведь за лучшую режиссёрскую работу:
  - Патрис Шеро — «Его брат»
- Серебряный медведь за лучший короткометражный фильм:
  - «Шёл трамвай № 9»
  - «В отсутствие»
- Серебряный медведь - Гран-при жюри:
  - «Адаптация»
- Серебряный медведь за выдающиеся художественные достижения:
  - Ли Ян[англ.] — «Глухая шахта»
- Почётный приз Berlinale Camera Award:
  - Артур Браунер
  - Пер Рабен
  - Эрика Рихтер
- Приз зрительских симпатий (программа «Панорама»):
  - «Сломанные крылья»
- Хрустальный медведь:
- Хрустальный медведь - лучший короткометражный фильм:
  - «Самый маленький принц»
- Хрустальный медведь - лучший художественный фильм:
  - «Элина»
- Хрустальный медведь - особое упоминание:
- Хрустальный медведь - особое упоминание - лучший короткометражный фильм
  - «Биржу»
- Хрустальный медведь - особое упоминание - лучший художественный фильм:
  - «Путешествие Кэрол»
  - «Мисс Энтеббе»
- Гран-при немецкого фонда помощи детям:
- Гран-при немецкого фонда помощи детям за лучший художественный фильм:
  - «Зови меня просто Аксель»
- Приз немецкого фонда помощи детям - особый приз:
- Приз немецкого фонда помощи детям - особый приз за лучший короткометражный фильм:
  - «Самый маленький принц»
- Приз немецкого фонда помощи детям - особое упоминание:
- Приз немецкого фонда помощи детям - особое упоминание - лучший короткометражный фильм:
  - «Собака Гудини»
- Приз немецкого фонда помощи детям - особое упоминание - лучший художественный фильм:
  - «Мальчик, который хотел быть медведем»
  - «Элина»
- Приз Teddy (кино, посвящённое теме сексуальных меньшинств):
- Приз Teddy за лучший короткометражный фильм:
  - «Прекрасные мгновенья»
- Приз Teddy за лучший документальный фильм:
  - «Прямой разговор: Мир сельских чудаков»
- Приз Teddy за лучший художественный фильм:
  - «Тысячи мирных облаков окружают небо, любовь, ты не можешь остановить любовь…»
- Приз международной ассоциации кинокритиков (ФИПРЕССИ):
- Приз ФИПРЕССИ (конкурсная программа):
  - «Дальний свет»
- Приз ФИПРЕССИ (программа «Форум»):
  - «Эди»
- Приз ФИПРЕССИ (программа «Панорама»):
  - «Вольфсбург»
- Приз экуменического (христианского) жюри:
- Приз экуменического (христианского) жюри (конкурсная программа):
  - «В этом мире»
- Приз экуменического (христианского) жюри (программа «Форум»):
  - «Эди»
- Приз экуменического (христианского) жюри (программа «Панорама»)
  - «Сломанные крылья»
- Приз Европейской конфедерации художественного кино:
- Приз Европейской конфедерации художественного кино (программа «Форум»):
  - «Жёлтое манго»
- Приз Европейской конфедерации художественного кино (программа «Панорама»)
  - «Сломанные крылья»
- Приз Европейской конфедерации художественного кино - особое упоминание:
- Приз Европейской конфедерации художественного кино - особое упоминание (программа «Форум»):
  - «Энергетический кризис в Тбилиси»
- Приз Европейской конфедерации художественного кино - особое упоминание (программа «Панорама»):
  - «Южный полигон»
- Премия Дон Кихота:
  - «Эди»
- Приз Сети продвижения азиатского кино (NETPAC):
  - «Колокол благословения»
- Приз Сети продвижения азиатского кино - особое упоминание:
  - «История птицелова»
- Приз Prix UIP Berlin за лучший европейский короткометражный фильм:
  - «Торсион»
- Приз Альфреда Бауэра:
  - «Герой»
- Специальный приз фестиваля Blue Angel за лучший европейский фильм:
  - «Гуд бай, Ленин!»
- Приз Caligari за инновации в Программе молодого кино:
  - «Соль»
- Приз молодому кинематографисту по итогам Berlinale Talent Campus:
  - «Шнурок»
- Премия Манфреда Зальгебера:
  - «Непорочный»
- Премия Манфреда Зальгебера - специальное упоминание:
  - «Непорочный»
- Приз за лучший короткометражный фильм (программа «Панорама»):
  - «Проступок»
- Приз за лучший короткометражный фильм - особое упоминание (программа «Панорама»):
  - «Неудачник»
- Стипендия от Нью-Йоркской киноакадемии:
  - «Мог бы стать человеком»
- Приз Peace Film Award:
  - «В этом мире»
- Приз имени Вольфганга Штаудте:
  - «Дебри»
- Приз гильдии немецкого арт-хауса:
  - «Моя жизнь без меня»
- Приз газеты Berliner Morgenpost:
  - «Часы»
- Приз газеты Berliner Zeitung:
  - «Энергетический кризис в Тбилиси»
- Приз газеты Siegessäule:
  - «Случай»